# Steffen Klau
Steffen Klau (* 8. Januar 1965 in Weißwasser, DDR) ist ein ehemaliger deutscher Eishockeyspieler und -schiedsrichter. Der Verteidiger verbrachte den Großteil seiner Karriere in der 2. Bundesliga. 

## Karriere
Nach dem Fall des Eisernen Vorhangs kam Steffen Klau nach Westdeutschland und begann seine Eishockeykarriere beim Duisburger SV in der 2. Bundesliga. Über eine kurze Station beim EHC Essen-West gelangte er während der Saison 1991/92 zum ECD Sauerland. Er wurde in Iserlohn heimisch und spielte zunächst bis zur Insolvenz im Jahr 1994 beim ECD. Nach zwei Spielzeiten beim ERC Westfalen Dortmund kehrte er zur Saison 1996/97 zum neu gegründeten Iserlohner EC zurück. Anschließend ließ er seine Karriere mit einem Jahr beim Oberligisten EV Duisburg ausklingen.
Einige Jahre später kehrte Klau als Schiedsrichter aufs Eis zurück. Ab 2005 pfiff er für die Eissportfreunde Griesenbrauck-Sümmern in unterschiedlichen Ligen, darunter auch in der Deutschen Eishockey Liga (DEL). Einer seiner Förderer war Bernd Schnieder, der ebenfalls den Eissportfreunden angehörte. Im Jahr 2017 beendete Klau seine Laufbahn als aktiver Schiedsrichter und ist seitdem als Ausbilder tätig.

## Karrierestatistik
(Legende zur Spielerstatistik: Sp oder GP = absolvierte Spiele; T oder G = erzielte Tore; V oder A = erzielte Assists; Pkt oder Pts = erzielte Scorerpunkte; SM oder PIM = erhaltene Strafminuten; +/− = Plus/Minus-Bilanz; PP = erzielte Überzahltore; SH = erzielte Unterzahltore; GW = erzielte Siegtore; 1 Play-downs/Relegation; Kursiv: Statistik nicht vollständig)